# Consell Secret
El Consell Secret, també denominat Consell Menor, o Consell de Trenta, era una diputació permanent o comissió delegada del Consell Plener del Gran i General Consell de Mallorca.
El Consell Plener era el Gran i General Consell en sessió plenària, també anomenat Consell de dins e de fora. Era presidit pel jurat en cap, que havia de pertànyer al braç militar i també en són membres els 6 jurats i els síndics clavaris forans. A partir de 1614 va comptà amb 72 consellers: 12 cavallers, 12 ciutadans, 8 mercaders, 12 menestrals i 28 de les viles.
Ja des de 1249, amb la creació de la Juraria del Regne de Mallorca, establí que aquesta fora ajudada per un òrgan assembleari d'un nombre indeterminat de consellers. Es pensa que des del principi les qüestions ordinàries eren debatudes per un consell reduït, reservant a l'assemblea més àmplia pels temes de més transcendència.
El Consell Secret fou establit mitjançant la sentència arbitral del 16 de juny de 1315 del rei Sanç I. Estava format per 30 membres: els 6 jurats, 4 consellers ciutadans, 4 mercaders, 4 menestrals, 2 cavallers i 10 del Sindicat de Fora. A partir de llavors pot tractar qüestions extraordinàries si les sessions del Gran i General Consell es prologuen massa.
La seva principal atribució fou la redacció de documentació legal, però en realitat la seva activitat acabava estenent-se a totes aquelles tasques que es remetien des del Consell Plener. Amb tot, no podia tractar dues qüestions: l'enviament d'ambaixades a la Cort i oferir serveis econòmic al rei. Ambdós assumptes havien de ser tractats necessàriament al Gran i General Consell.